# Santa-Lucia-di-Mercurio
Santa-Lucia-di-Mercurio (kors. Santa Lucia di Mercuriu) – miejscowość i gmina we Francji, w regionie Korsyka, w departamencie Górna Korsyka.
Według danych na rok 1990 gminę zamieszkiwało 66 osób, a gęstość zaludnienia wynosiła 3 osoby/km².